# Kamo Wildlife Sanctuary
Kamo Wildlife Sanctuary, (tidligere Zion Wildlife Gardens) er en privatejet dyrepark i New Zealand, der er dedikeret til bevarelsen af de store katte. Parken huser mange truede kattearter, hovedsageligt løver og tigre, og huser også en sort leopard, to geparder, to servaler og en bavian. Parken blev etableret i 2003 på et bart stykke land på Gray Road, Kamo, Whangarei. Mens mange af kattene er semi-vilde, er flere af kattene blevet håndopdrættet af parken. Parken er stedet for den succesfulde dokumentar serie The Lionman, som dokumenterer begivenheder i parken og andre steder. Parken blev grundlagt af Craig Busch (som fortsat er hovedaktionær).

## Dyr
Parken har 39 store katte og 4 små katte af flere arter:
12 Barbary Lions (på dansk: barbary løver) (Panthera leo leo)
10 White Lions (på dansk: hvide løver) (som ikke er en separat underart, men blot en farve mutation)
3 Barbary Cross White Lions (på dansk: barbary cross hvide løver)
4 Orange Royal Bengal Tigers (på dansk: orange royale bengalske tigre) (P. tigris tigris)
8 White Bengal Tigers (på dansk: hvide bengalske tigre) (P. t. tigris)
1 Black Leopard (på dansk: sort leopard) (P. pardus)
2 Serval Cats (på dansk: servaler) (Leptailurus serval)
2 Cheetahs (på dansk: geparder) (Acinonyx jubatus) (ankom fra Afrika i maj, 2007)
Siden parken åbnede er 3 tigre (Abu, Khan og en unavngivet unge) og 2 løver (Shia og Samson) døde.

## Bevarelse af racer
De fleste af de store katte i Zion Wildlife Gardens er nu uddød i naturen, eller har aldrig eksisteret i naturen. Det er anslået at der kun er 120 hvide bengalske tigre, 150 hvide løver og 100 barbary løver tilbage i verden, som alle lever i fangenskab. Den hvide løve eksisterede som vild i områder af Sydafrika, men forsvandt fra naturen og eksisterer nu kun i fangenskab, i zoologiske haver eller på ranches, der opdrætter dem til senere trofæ jagt (også kendt som canned hunting ranches). Den sidste vilde barbary løve blev skudt i nord Afrika i 1922. Siden har de kun eksisteret i fangenskab, selvom deres genetiske renhed er tvivlsom. Den hvide form af den bengalske tiger, meget sjældent fundet i naturen, og den hvide løve er arter, der bliver opdrættet i fangenskab, som er resultatet af en recessiv genetisk abnormitet, generelt et resultat af indavl. Disse er alle hybrider og giver derfor ikke noget værdifuldt bidrag til projekter for bevarelsen af forskellige racer.
I 2007 blev der i parken født to kuld hvide løve unger, de første nogensinde i New Zealand.